# Rachela

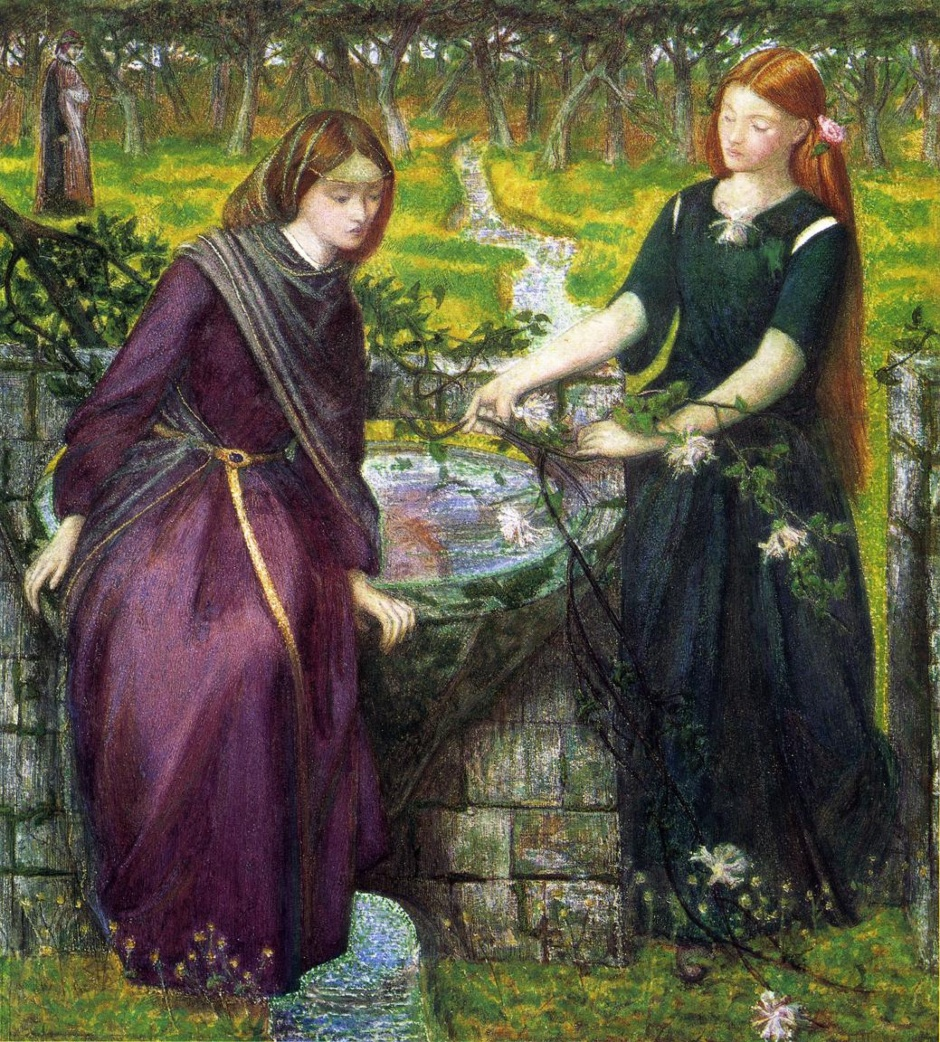
Rachela i jej siostra Lea (Dante Gabriel Rossetti)

Rachela (hebr. רָחֵל Rachel owieczka) − postać z biblijnych i midraszowych legend opisujących początki narodu żydowskiego, żona patriarchy Jakuba, matka dwóch pokoleń Izraela (Józefa i Beniamina). Córka Labana i siostra Lei. 
Podróż Jakuba na Wschód (do Mezopotamii) w poszukiwaniu żony z własnego ludu, spotkanie z Rachelą przy studni i wprowadzenie go przez nią do domu Labana relacjonuje we wschodni sposób typowy dla tamtejszych baśni 29 rozdział Księgi Rodzaju. Zakochany w Racheli Jakub zgodził się, by służyć jej ojcu przez siedem lat i otrzymać ją za żonę. Laban zaakceptował propozycję, a siedem lat wydało się Jakubowi "jak dni kilka, bo bardzo miłował Rachelę". Laban oszukał jednak Jakuba, pod koniec siedmioletniego okresu służby "wprowadzając do Jakuba" nie piękną Rachelę, ale jej brzydszą starszą siostrę Leę. Razem z Leą dał Jakubowi niewolnicę Zilpę. Jakub odkrył oszustwo dopiero po nocy spędzonej z Leą − Laban usprawiedliwił oszustwo zwyczajem wydawania za mąż najpierw starszej córki, obiecał jednak dać mu także Rachelę w zamian za kolejne siedem lat służby. Po siedmiu latach otrzymał ją i niewolnicę Bilhę. 
Lea urodziła Jakubowi synów: Rubena, Symeona, Lewiego i Judę, Rachela była bezpłodna - razem z zazdrością o miłość Jakuba (który darzył nią tylko Rachelę) i urodę składało się to na konflikt między siostrami. Rachela, nie mogąc dać Jakubowi dzieci, dała mu za żonę niewolnicę Bilhę - dzieci Bilhy miały być według ówczesnych zwyczajów (zgodnie z Kodeksem Hammurabiego) uznane za dzieci Racheli. Bilha urodziła dwóch synów, Dana i Naftalego. Lea, która nie miała więcej dzieci, bo Jakub nie chciał z nią współżyć, postanowiła dać Jakubowi za żonę niewolnicę Zilpę, która urodziła Jakubowi Gada i Asera. W zamian za mandragorę Rachela pozwoliła Lei jeszcze raz zbliżyć się do Jakuba, z którym miała synów Issachara, Zabulona i córkę Dinę. 
Rachela także w końcu urodziła Jakubowi syna, ukochanego przez niego Józefa. Wtedy po latach spędzonych w domu Labana Jakub powrócił do kraju przodków. Rachela umarła przy porodzie najmłodszego syna Jakuba, Beniamina. Biblia tak o tym opowiada: 

A gdy wyruszyli z Betel i mieli jeszcze w drodze przed sobą pewną przestrzeń, aby dojść

do Efrata, Rachela zaczęła rodzić; poród jednak był ciężki. I kiedy urodziła w wielkich bólach,

rzekła do niej położna: «Już nie lękaj się, bo oto masz syna!» Ona jednak, gdy życie z niej

uchodziło, bo konała, nazwała swego syna Benoni; lecz ojciec dał mu imię Beniamin.

A Rachela umarła i została pochowana przy drodze do Efrata, czyli Betlejem. Jakub ustawił

stelę na jej grobie. – Kamień ten stoi na grobie Racheli po dziś dzień.

Grób Racheli stanowi miejsce pielgrzymek dla wielu religii. Mieści się w małym, pobielonym budynku, wzniesionym w 1860 roku przez znanego filantropa i podróżnika sir Mosesa Montefiore. Często przy grobie pramatki Racheli można spotkać kobiety modlące się o płodność i szczęśliwe rozwiązanie.
Jako figurę maryjną wspominają ją Godzinki o Niepokalanym Poczęciu Najświętszej Maryi Panny.